# IEC 62079
Die IEC-Norm IEC 62079 vom Februar 2001 regelte den Entwurf und das Erstellen von Anleitungen – Gliederung, Inhalt und Darstellung und umfasst uneingeschränkt kleine sowie große und komplexe Produkte. Die IEC 62079 wurde als EN 62079 durch die CEN übernommen und als DIN EN 62079;VDE 0039 eingeführt. Im August 2012 wurde die IEC 62079 durch die IEC 82079-1 ersetzt, welche im Mai 2019 durch die IEC/IEEE 82079-1 abgelöst wurde.